# Amandinea coniops
Amandinea coniops är en lavart som först beskrevs av Göran Wahlenberg, och fick sitt nu gällande namn av M. Choisy ex Scheid. & H. Mayrhofer 1993. Amandinea coniops ingår i släktet Amandinea och familjen Caliciaceae.  Arten är reproducerande i Sverige. Inga underarter finns listade i Catalogue of Life.